# Die Rote Kugel

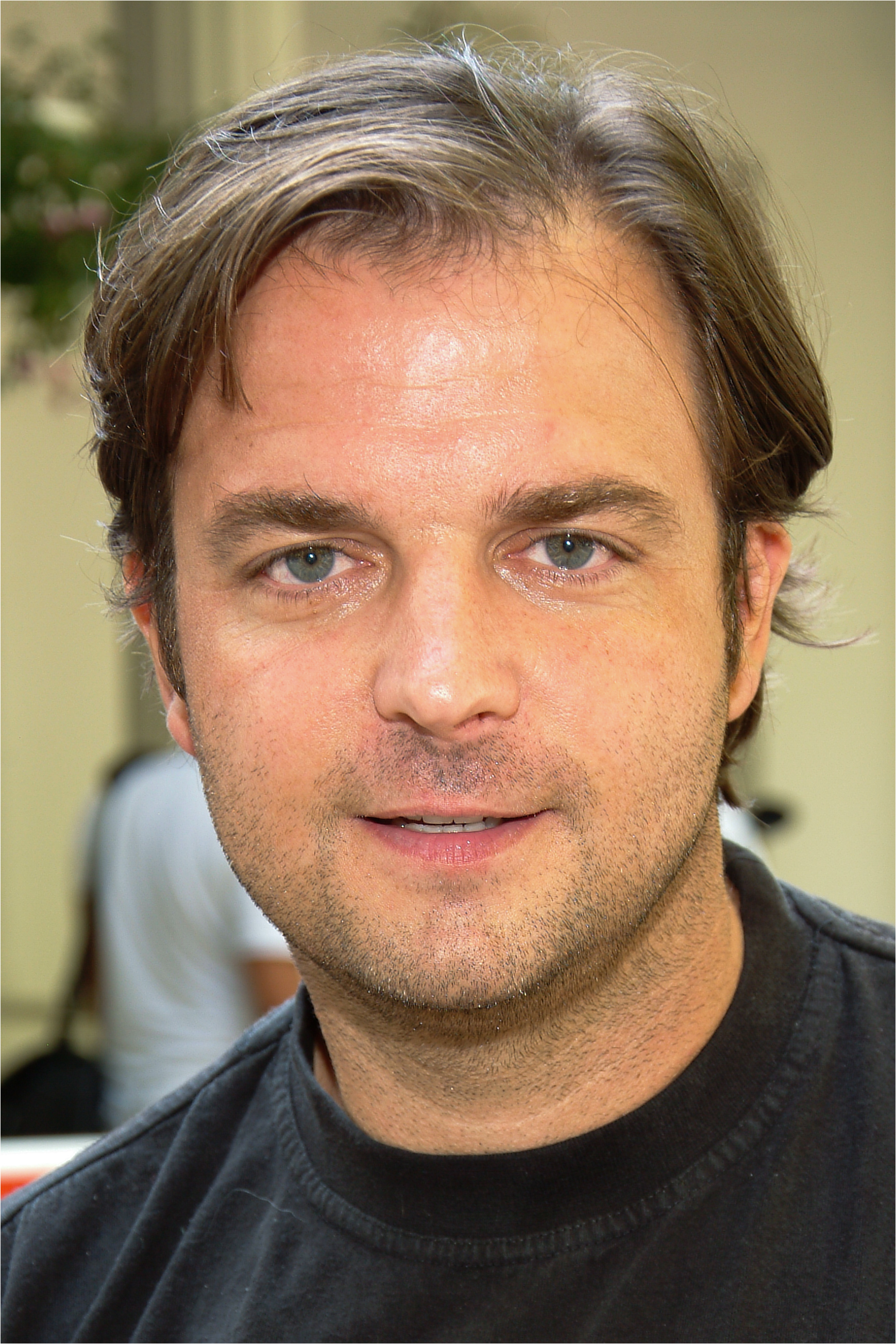
Moderator Martin Rütter

Die Rote Kugel (auch Die rote Kugel) ist eine deutsche Quizsendung, die von Martin Rütter, der vor allem als Hundetrainer bekannt geworden ist, moderiert wird und erstmals am 17. Februar 2021 auf dem Privatsender VOX ausgestrahlt wurde.

## Produktion der Sendung
Die Sendung wird von der Endemol Shine Germany GmbH auf dem Studiogelände der MMC Studios Köln GmbH produziert.
Aufgrund der COVID-19-Pandemie wurden alle Folgen ohne Publikum aufgezeichnet.

## Konzept
Die an der Sendung teilnehmenden Kandidatenpaare haben die Möglichkeit in zehn Spielrunden, bis zu 100.000 Euro zu gewinnen.

### Spielverlauf und Spielregeln
Den Kandidaten werden nacheinander insgesamt zehn Fragen gestellt. Die gestellten Fragen basieren größtenteils auf Bildern, die korrekt vervollständigt werden müssen. Die Kandidaten können die Antwortmöglichkeiten über einen Touchscreen in das Bild einfügen. Beantworten die Kandidaten eine Frage richtig, erhalten die Kandidaten einen bestimmten Geldbetrag (siehe Gewinnstufen) und eine rote Kugel. Das erspielte Geld landet zunächst im Jackpot und ist den Kandidaten noch nicht sicher.
Beantworten die Kandidaten eine Frage richtig, können sie sich dafür entscheiden, eine oder mehrere rote Kugeln zu spielen, um das bisher erspielte Geld aus dem Jackpot zu sichern. Die Kandidaten müssen hierzu die rote Kugel aus einer bestimmten Entfernung in einem Loch versenken. Die Entfernung zum Loch wird in jeder Runde größer. Beantworten die Kandidaten eine Frage falsch, müssen die Kandidaten eine rote Kugel spielen. Treffen die Kandidaten mit einer der verbliebenen Kugeln das Loch, bleiben sie im Spiel. Andernfalls scheiden sie aus.

### Optische Gestaltung
Der Moderator und die Kandidaten sitzen im Studio auf einem großen Schlitten, der sich nach jeder Runde immer weiter vom Loch, in das die roten Kugeln versenkt werden müssen, entfernt.
Wie der Name schon vermuten lässt, steht im Mittelpunkt der Sendung die rote Kugel, die längst als Markenzeichen des Privatsenders VOX bekannt ist und sich auch im Logo wiederfindet.

## Gewinnstufen
Der Geldbetrag, den die Kandidaten durch die korrekte Beantwortung einer Frage erhalten, steigt mit jeder Runde. In der folgenden Tabelle befinden sich die Geldbeträge, die in den zehn Runden erspielt werden können.
| Runde | Gewinnsumme |
| ----- | ----------- |
| 1     | 1.000 €     |
| 2     | 2.000 €     |
| 3     | 3.000 €     |
| 4     | 4.000 €     |
| 5     | 5.000 €     |
| 6     | 10.000 €    |
| 7     | 12.500 €    |
| 8     | 15.000 €    |
| 9     | 17.500 €    |
| 10    | 30.000 €    |

## Rezeption

### Einschaltquoten
In der folgenden Tabelle werden die Einschaltquoten der vier Folgen der ersten Staffel aufgeführt.
| Folge | Datum            | Zuschauer | Zuschauer       | Marktanteil | Marktanteil     |
| Folge | Datum            | Gesamt    | 14 bis 49 Jahre | Gesamt      | 14 bis 49 Jahre |
| ----- | ---------------- | --------- | --------------- | ----------- | --------------- |
| 1     | 17. Februar 2021 | 1,39 Mio. | 0,55 Mio.       | 4,4 %       | 6,5 %           |
| 2     | 24. Februar 2021 | 1,20 Mio. | 0,35 Mio.       | 3,9 %       | 4,3 %           |
| 3     | 3. März 2021     | 0,92 Mio. | 0,26 Mio.       | 2,9 %       | 2,9 %           |
| 4     | 10. März 2021    | 1,13 Mio. | 0,38 Mio.       | 3,6 %       | 4,4 %           |

Der Höchstwert der jeweiligen Kategorie ist grün hinterlegt, der niedrigste Wert ist rot hervorgehoben.

### Kritiken
Axel Wolfsgruber, Ressortleiter Sport beim Nachrichtenmagazin Focus, urteilte nach der dritten Folge über die Sendung in einer Kolumne:

„Martin Rütter ist wirklich ein netter Kerl. Freundlich und fair geht er mit den Rateteams um. Das ist aber schon das Beste, was man über diesen Abend sagen kann. Die Fragen sind zu einfach. Vor allem für die ersten Spielrunden braucht es keinerlei Allgemeinbildung. Und die Spannung, die sich aus dem Einlochen der roten Kugel ergeben soll, hält sich auch in Grenzen. Man kann sich so etwas anschauen, muss es aber nicht.“